# DJA FM
DJA FM ist eine Radiostation im Tschad. Die 1998 gegründete Station war die erste Radiostation in Privatbesitz in Tschads Hauptstadt Ndjamena.

## Geschichte
Die Präsidentin und Gründerin von DJA FM ist die Journalistin und Filmemacherin Zara Mahamat Yacoub. DJA sendet kein spezielles Programmformat, richtet sich aber vor allem an junge Menschen und Frauen. Das über UKW-Sender verbreitete Programm besteht aus Magazinsendungen, interaktiven Programmen mit Hörerbeteiligung und Nachrichten in Französisch, Lokalsprachen und Arabisch. Dabei handelt es sich um ein eher regierungskritisches Radioprogramm. Die Non-Profit-Radiostation verfügt über geringe Geldmittel. Der Betrieb wird über Spenden sowie Werbung finanziert. Etwa fünf Mitarbeiter kümmern sich um die Ausstrahlung des Programms. Da kein Vollprogramm gesendet werden kann, wird Musik von Radio Nederland gespielt und gelegentlich auch auf das Programm von Al Jazeera zurückgegriffen.
DJA FM und weitere private Radiostationen, die sich in der Folgezeit gründeten, haben Probleme mit den Autoritäten in Tschad, da sie häufig unter Verdacht stehen, der Opposition nahe zu sein. Während der Wahlen 2001 verhängte das High Council of Communication (HCC) ein Verbot sich an politischen Debatten zu beteiligen über beide Sender. Bei den Wahlen 2006 hatten die Radios mehr Freiheiten, allerdings behielt sich das HCC eine Zensur vor.
Nicht nur das HCC versucht immer wieder den Betrieb des Senders zu behindern, auch die Mitarbeiter des Senders sind häufig Gewalt ausgesetzt. 2008 wurde Zara Yacoub sowie zwei Techniker des Senders von Männern in Uniform angegriffen und verletzt. Die Regierung ließ den Fall nicht untersuchen. 2012 kam es zu einem ähnlichen Vorfall. Während die Reporter Moussa Nguedmbaye und Boulga David über Vorfälle innerhalb des L'Hopital de l'Amitié Tchad-Chine berichten wollten, in dem nicht ausreichend qualifizierte Ärzte arbeiteten, wurden die beiden Reporter von Sicherheitskräften attackiert und festgesetzt. Auch ein Team, das über die widerrechtliche Verhaftung berichten wollte, wurde bedroht. 2014 wurde ein Reporter des Senders während eines Straßeninterviews von der Polizei verhaftet und misshandelt.
Am 18. Januar 2015 entzog das High Council of Communication (HCC) des Tschad DJA FM die Lizenz und schaltete den Sender ab, weil er angeblich seine Lizenzgebühren nicht bezahlt habe. Reporter ohne Grenzen protestierte gegen dieses Vorgehen. Der Betrieb konnte am 28. Januar fortgesetzt werden, nachdem der Sender die jährlichen Kosten bezahlt hatte. 2017 wurde Boulga David während eines Interviews von Beamten der nationalen Sicherheitsbehörde ANS entführt und erst sechs Stunden später wieder freigelassen.